# ACE (ラッパー)
ACE（エース、本名:マルコス・ビニシウス・ラモス・フィリオ1990年3月17日- ）は、日本で活動するヒップホップMC。所属レーベルは戦極CAICA。
クラーク記念国際高等学校パフォーマンスコース卒業。

## 来歴
ブラジルに生まれ、3歳の時に父親が仕事をしていた日本に移住し、その後東京都の新宿区で育つ。日本育ちのブラジル人である。
高校生の時に現在のSound LuckのメンバーのHIDEと出会う。HIDEがきっかけでMCバトルの存在を知り、18歳頃からクラブに出入りするようになり、MCバトルやライブの活動を始める。その後HIDEとSound Luckを結成。MCバトルにおいてはB-BOY PARK MC BATTLE U-20、UMB2013 REVENGE、戦極 MCBATTLE等の大会、優勝も果たしている。2015年では年間11大会優勝という快挙を成し遂げている。
渋谷で金曜日に自主的に行っている渋谷サイファーの主催者でもある。2015年9月23日、ソロデビューアルバムとなる『STRAIGHT』を発売。
2016年ではリオのオリンピックのCMソングで抜擢され主演ネイマール、ラップACEというオフィシャルCMが公開された。
『フリースタイルダンジョン』（テレビ朝日）では隠れモンスターで出演。ライブ出演に加え審査員をステージにあげさせラップバトルを仕掛けるなど視聴者が喜ぶ展開を巻き起こした「山下新治」と同一人物と言われているが、本人は否定している。モンスター総入れ替えが行われた4th seasonから正式にモンスターとして出演。
2022年3月23日、交際相手の女性に暴行をし怪我を負わせたとして千葉県警に逮捕されたが、のちに不起訴となっている。

## 人物
日本のアニメに子供の頃から影響を受けており、アニメがなかったら今の自分のラップはほぼないようなものと述べている。小学生時代に『ビーストウォーズ 超生命体トランスフォーマー』（テレビ東京）のオープニング曲である下町兄弟の「WAR WAR! STOP IT」が学校内で流行った際はラップパートを歌えたACEがラップパートを担当したことがラップを始めたきっかけだったとも述べている。『学校へ行こう!』のコーナー「B-RAPハイスクール」で本格的にラップに興味を持ち、その後KICK THE CAN CREWやRIP SLYMEを聴いてヒップホップと出会う。小学生の頃から一人でずっとフリースタイルラップをしていたという。
ASIAN KUNG-FU GENERATIONにも非常に影響を受けたと語っており、1枚目のソロ・アルバム『STRAIGHT』ではASIAN KUNG-FU GENERATIONのボーカル、後藤正文を客演に迎えている。ASIAN KUNG-FU GENERATIONに対する想いとラップでカバーした音源をメンバー達に送ったことがきっかけになったという。
ブラジル語も話すことができる。
2017年10月14日放送のフジテレビ系ドラマ「世にも奇妙な物語’17秋の特別編」の"フリースタイル母ちゃん"に出演した中山美穂にラップの指導をしている。

## 作品

### アルバム
| 枚数 | 発売日        | タイトル   | 順位 | 販売形態 | 規格品番 |
| ---- | ------------- | ---------- | ---- | -------- | -------- |
| 1    | 2015年9月23日 | STRAIGHT   | -位  | CD       | -        |
| 2    | 2016年12月7日 | LIGHT DOWN | -位  | CD       | -        |

### EP
| 枚数 | 発売日        | タイトル    | 順位 | 販売形態 | 規格品番 |
| ---- | ------------- | ----------- | ---- | -------- | -------- |
| 1    | 2016年3月16日 | #カワイイ子 | -位  | CD       | -        |

### DVD
| 枚数 | 発売日        | タイトル                                            | 販売形態 | 規格品番 |
| ---- | ------------- | --------------------------------------------------- | -------- | -------- |
| 1    | 2016年3月16日 | ACEのフリースタイルMAP！ Vol.1 東京イベント潜入編！ | DVD      | -        |

## メディア出演
- マツコ会議(DMM.com)
- フリースタイルダンジョン（テレビ朝日）モンスター(通訳・山下新治役)、3rd seasonまでは隠れモンスター
- BAZOOKA!!!（2015年11月2日）
- 超流派（テレビ東京）
- 流派-R(テレビ東京）
- ズームイン!!サタデー（日本テレビ）
- オモクリ監督（フジテレビ）
- ババカーン（MXTV)
- ラッパーACEの世界を狙え（MOND TV)
- 人気芸能人にイタズラ! 仰天ハプニング100連発（フジテレビ）　2016年6月28日
- マツコ会議（日本テレビ）
- WORD FREAK（J-WAVE、2016年10月7日 - ）ナビゲーター
- NEWSな2人　(TBS)　2016年8月26日
- 中居正広のミになる図書館（テレビ朝日）2017年-、ジェネレーションチャンプ「ジェネレーションライム」出題。
- B2takes!TV「チカメンですけど何か？」(TOKYOMX2)  2017年4月16日、4月23日、6月11日、6月18日
- 舞台「TOKYO TRIBE」（2017年9月 - 10月）ブッバ 役
- 全力!脱力タイムズ (フジテレビ)　番組内のコーナーである「The 美食遺産」のナビゲーターを度々務めている。
- お笑いG7サミット～第7世代が○○してみた～(2020年9月13日）（日本テレビ）
- レッドアイズ 監視捜査班 第7話（2021年3月6日、日本テレビ） - 不良 役[6]